# Der Kommissar (serie televisiva)
Der Kommissar è una serie televisiva poliziesca tedesco-occidentale con l'attore Erik Ode nel ruolo del protagonista, il commissario Herbert Keller. Fu scritta da Herbert Reinecker e si svolge a Monaco di Baviera e dintorni.

## Produzione
I 97 episodi totali, girati a Monaco di Baviera su pellicola da 35 millimetri, furono trasmessi dalla ZDF dal 3 gennaio 1969 al 30 gennaio 1976. Nella primavera del 1968 cominciarono le riprese del primo episodio, Das Messer im Geldschrank ("Il coltello nella cassaforte"), che però fu poi trasmesso come secondo episodio: particolarità di questo episodio è che il commissario Keller è a letto malato e dirige da lì, telefonicamente, le operazioni. Nonostante la ZDF avesse introdotto il colore già nel 1967, la serie fu prodotta in bianco e nero.
La serie fu prodotta immediatamente dopo un'altra serie poliziesca, Das Kriminalmuseum, anch'essa prodotta da Helmut Ringelmann e nella quale Erik Ode rivestì in tre episodi il ruolo dell'investigatore.
Oltre alla trama ed ai delitti, inscenati talvolta anche con piglio sperimentale da registi quali Wolfgang Staudte e Zbynek Brynych, un ulteriore aspetto che rende oggi particolarmente interessante la serie è la resa dell'atmosfera del periodo. Nella serie vengono infatti trattati anche alcuni temi sociali particolarmente scottanti all'epoca, come il conflitto generazionale e l'emergente e crescente consumo di droghe. Nella serie si riflette anche il cambiamento della cultura giovanile, dagli hippy alla musica beat fino alle discoteche. Per i canoni attuali, è particolarmente sorprendente il consumo di alcolici e tabacco da parte dei protagonisti della serie.
Cosa particolare per l'epoca, nelle prime 26 puntate era presente anche un'ufficiale donna, Helga Lauer, che era attiva nelle indagini, mentre la collega Rehbein si occupava delle più classiche mansioni di segreteria. Dopo la sua uscita di scena, la serie si conformò alla tradizione poliziesca che vedeva quello delle indagini di polizia un territorio di dominio prettamente maschile.

## Cast
- Erik Ode è il commissario Herbert Keller
- Günther Schramm è l'ispettore Walter Grabert
- Reinhard Glemnitz è l'ispettore Robert Heines
- Fritz Wepper è l'agente scelto capo (Hauptmeister in tedesco) Harry Klein (fino alla puntata 71, in seguito assistente di Horst Tappert ne L'ispettore Derrick)
- Elmar Wepper è l'agente scelto capo (Hauptmeister) Erwin Klein (dalla puntata 71, come sostituto di suo fratello - anche nella finzione - Fritz/Harry)

altri:
- Emely Reuer è l'assistente Helga Lauer (fino alla puntata 26)
- Helma Seitz è l'assistente Rehbein (non appare in venti episodi)
- Rosemarie Fendel è Franziska Keller, coniuge del commissario Keller (solo in alcuni dei primi episodi)

## Regia
I vari episodi sono stati diretti di volta in volta da diversi registi, alcuni dei quali già conosciuti come Michael Braun, Helmut Käutner, Wolfgang Staudte e Georg Tressler, ma anche lo stesso Erik Ode (gli episodi 24, 41 e 70). In 79 dei 97 episodi le riprese furono effettuate da Rolf Kästel. Lo scenografo per tutti i 97 episodi fu Wolf Englert.

## Musiche
La sigla del programma fu composta da Herbert Jarczyk; dopo la sua morte, nel 1968, la colonna sonora fu curata dal musicista Peter Thomas.
I The Wirtschaftswunder, un gruppo Neue Deutsche Welle, nel 1980 composero il brano "Der Kommissar" usando la musica ed alcuni dialoghi del telefilm.
Nell'episodio 39 Als die Blumen Trauer trugen ("Quando i fiori portarono tristezza") viene suonata più volte la canzone "Du lebst in deiner Welt" della cantante Daisy Door: nei successivi tre mesi vennero vendute più di 500 000 copie, rendendo la cantante una celebrità in tutto il territorio della Repubblica Federale Tedesca.

## Guest star
Molti attori famosi hanno partecipato a singoli episodi, ad esempio Curd Jürgens, Harald Leipnitz, Maria Schell, Marianne Hoppe, Lilli Palmer, Rudolf Platte, Hannelore Elsner, Käthe Gold, Götz George, Elisabeth Flickenschildt, Charles Regnier, Günther Ungeheuer, Sigurd Fitzek, Hans Caninenberg, Edith Schultze-Westrum, Peter Fricke, Udo Vioff, Peter Pasetti, Horst Frank, René Deltgen, Maria Becker, Wilmut Borell, Herwig Walter, Erich Schellow, Ruth Drexel, Paul Hoffmann, Thomas Fritsch, Agnes Fink, Bernhard Wicki, Johannes Heesters e Sonja Ziemann, Raimund Harmstorf.
Anche per alcuni attori all'epoca esordienti, la partecipazione ad un episodio della serie fu il primo passo nella loro carriera (ad esempio Simone Rethel, Monica Bleibtreu, Susanne Uhlen, Thomas Ohrner e Sascha Hehn).
Nella puntata 9 Geld von toten Kassierern ("Denaro da cassieri morti") del 1969, Siegfried Lowitz, che più tardi divenne il protagonista di una "sua" serie poliziesca, Il commissario Köster (in Germania noto come Der Alte, "Il vecchio"), recita la parte di un rapinatore uscito dal carcere, sulla base del cui metodo vengono rapinate delle banche.
Nella puntata 16 Tod einer Zeugin ("Morte di una testimone") del 1970 compare invece Götz George, più tardi il Commissario Horst Schimanski in Tatort, nelle vesti dell'ex ragazzo di una prostituta, del cui omicidio è sospettato. Lowitz apparve anche negli episodi 44 e 55, mentre George negli episodi 49 e 65.
Tra gli ospiti eccellenti figura anche Horst Tappert, il quale a partire dal 1974 impersonò l'Ispettore Derrick, la serie che in pratica rimpiazzò Der Kommissar sulla ZDF: nell'episodio 21 era un fotografo alcolizzato e nell'episodio 60 del 1973, Die Nacht, in der Basseck starb ("La notte in cui morì Basseck"), il gestore di un bar notturno. In questo bar, durante le indagini, si esibiscono anche i Les Humphries Singers che eseguono tra le altre anche le canzoni Mexico e Mama Loo.
Nella puntata 55 è invece Sky du Mont ad interpretare un protettore di nome Derrick.

## Episodi
| Stagione         | Episodi | Prima TV Germania Ovest | Prima TV Italia |
| ---------------- | ------- | ----------------------- | --------------- |
| Prima stagione   | 14      | 1969                    |                 |
| Seconda stagione | 14      | 1970                    |                 |
| Terza stagione   | 14      | 1971                    |                 |
| Quarta stagione  | 12      | 1972                    |                 |
| Quinta stagione  | 13      | 1973                    |                 |
| Sesta stagione   | 15      | 1974                    |                 |
| Settima stagione | 13      | 1975                    |                 |
| Ottava stagione  | 2       | 1976                    |                 |

### Episodi ritirati
- Puntata 82 Traumbilder ("Visioni"): un ristoratore si lamentò per la perdita di clienti. Il motivo sarebbe stato un dialogo nel quale un grossista di vino diceva che la Rotkreuzplatz di Monaco non era un buon posto per un ristorante con cucina francese. La ZDF non mostrò alcuna resistenza e rinunciò a ritrasmettere l'episodio fino a quando il ristorante non cessò la propria attività.
- Puntata 83 Das goldene Pflaster ("Il marciapiede d'oro"): cittadini turchi ed addirittura l'Ambasciata turca protestarono, in quanto il colpevole dell'episodio era un membro dell'ambasciata turca a Vienna. Inoltre, secondo il direttore della produzione Harald Vohwinkel, fu criticato il fatto che i rifugiati turchi fossero vestiti di stracci. Da allora questo episodio non è più stato trasmesso, ma la ZDF mette a disposizione copie in VHS o DVD su richiesta.

## Edizione DVD
Dopo una lunga trattativa con i titolari dei diritti d'autore, nel giugno 2010 la Universum Film ha cominciato con la pubblicazione degli episodi in DVD. Per ragioni legali, tre dei 97 episodi non sono compresi nelle quattro raccolte.
- Kollektion 1 con gli episodi 1 – 24 su 7 DVD, pubblicata il 18/06/2010;
- Kollektion 2 con gli episodi 25 – 26 e 28 – 49 su 7 DVD, pubblicata il 20/08/2010
- Kollektion 3 con gli episodi 50 – 73 su 7 DVD, pubblicata il 05/11/2010;
- Kollektion 4 con gli episodi 74 – 82, 84 - 86 e 88 - 97 su 6 DVD, pubblicata il 25/02/2011.

## Radiodrammi
A seguito del grande successo della serie, furono realizzati anche tre radiodrammi su dischi e musicassette, destinati prevalentemente ad un pubblico di bambini. La serie si chiamava Der Kommissar berichtet: e fu distribuita dall'etichetta "Unsere Welt" della Metronome. L'obiettivo era quello di legare eccitanti (per il tempo) storie d'azione con intenti pedagogici.
- "Im Schatten der Tat" (UNSERE WELT UW 762), di Rolf Ell, produzione Li Menon, 45'
- "Tödlicher Verdacht" (UNSERE WELT UW 763), di Rolf Ell, produzione Li Menon, 45'
- "Der Fall Jutta" (UNSERE WELT UW 774), di Rolf Ell, produzione Li Menon, 45'

## Romanzi basati sulla serie
Dalla serie TV sono stati tratti anche alcuni romanzi. Ulteriori romanzi sono stati invece realizzati ispirandosi alla serie, ma senza riferimento a episodi trasmessi.

### Romanzi tratti da episodi della serie
- 1970 "Der Kommissar", Lichtenberg, Lizenz d. Ferenczy-Verl., Zürich. - Zuerst veröff. in: TV, Hören u. Sehen
- 1971 "Der Kommissar läßt bitten" (7 storie) Lichtenberg OA HC (Lizenz des Ferenzcy-Verlags)
- 1973 "Der Kommissar greift ein: Keiner hörte den Schuß" (scherz 428) <nicht nachgewiesen>
- 1973 "Der Kommissar und der Papierblumenmörder" (scherz 407) (Remake von  "Der Kommissar")
- 1974 "Fünf Fälle für den Kommissar" (5 Stories), Lichtenberg
- 1974 "Der Kommissar lässt bitten - Drei Tote reisen nach Wien", (scherz 454) (7 Stories, Remake von "Der Kommissar lässt bitten)
- 1975 "Der Kommissar und das Messer im Rücken" (5 Storys, Remake von "Fünf Fälle für den Kommissar") (scherz 503)

Oltre a questi libri, anche una serie di storie uscite settimanalmente sull'Hamburger Abendblatt dal 12 febbraio al 30 marzo 1972.
- 1972 Der Kommissar - "So löste ich meine größten Fälle", racconti,

### Romanzi originali
Dal 1977 al 1979 la Bastei Lübbe ogni due mesi fece uscire un romanzo originale ispirato alla serie:
- "Der Kommissar und die Tänzerin" (Bastei Lübbe 35001)
- "Riskanter Alleingang" (Bastei Lübbe 35002)
- "Der Kommissar und der Despot" (Bastei Lübbe 35003)
- "Der Fall Quimper" (Bastei Lübbe 35004)
- "Der Mann aus dem Jenseits" (Bastei Lübbe 35005)
- "Das Tor zur Hölle" (Bastei Lübbe 35006)
- "Ein Denkmal wird erschossen" (Bastei Lübbe 35007)
- "Der Kommissar und die Süchtige" (Bastei Lübbe 35008)
- "Die Wahrheit im Mordfall Goos" (Bastei Lübbe 35005)
- "Der Kommissar und die Zuhälter" (Bastei Lübbe 35010)
- "Die Mädchen vom Café Leopold" (Bastei Lübbe 35011)
- "Wie kriegen wir Bodetzky?" (Bastei Lübbe 35012)

## Parodia
Nel 1974 l'ORF trasmise una parodia della serie, della durata di circa 20 minuti, nella quale il ruolo del Commissario Keller era interpretato da Fritz Muliar. Tutti i sospettati si chiamavano Helmut Ringelmann (il produttore della serie), mentre più volte dai protagonisti viene detto "Che bei testi che ci scrive Reinecker!"

## Riconoscimenti
- 2010: Video Champion nella categoria Televisione nazionale per la DVD-Kollektion 1, il primo cofanetto della raccolta in DVD.

## Letteratura
- Erik Ode, Der Kommissar und ich, Schulz, R. S., 1972, ISBN 978-3796200267
- Gerald Grote, Der Kommissar. Eine Serie und ihre Folgen, Schwarzkopf & Schwarzkopf, 2003, ISBN 978-3-89602-445-9